# Mile Mrkalj
Mile Mrkalj (Kordun, 1929 — u Karlovac, 1993) bio je srpski učitelj i istoričar.

## Biografija
Mile Mrkalj je rođen u Sjeničaku, opština Karlovac, Kraljevina Jugoslavija. Završio je Višu pedagošku školu, grupa osnovi sociologije - hrvatskosrpski jezik. Službovao je kao učitelj u Sjeničaku i Vrginmostu, gdje je, više godina bio predsednik Skupštine opštine i zastupnik u Saboru SRH. Od 1969. godine živio je u Karlovcu gdje je radio u Historijskom arhivu, a potom kao direktor u osnovnoj školi „Ivo Lola Ribar“.
Hroničar je Korduna i Karlovca.

## Dela
- Sjeničak - kronika kordunaškog sela, Karlovac, 1980.
- Školstvo i prosvjeta na Kordunu, Karlovac, 1984.
- Ličnosti u imenima ulica i trgova Karlovca, Karlovac, 1989.